# 박부남 (1931년)
박부남(朴富南, 1931년 12월 6일 일제 강점기 경상북도 대구 북구역 침산정 출생 ~ 2018년 1월 11일(86세) 대한민국 경기도 고양 일산구에서 별세)은 대한민국의 소아내과 의사, 대학 교수로 경북대학교 의과대학 교수와 계명대학교 의과대학 외래교수를 역임했다. 구한 말의 관료였던 박중양의 손녀이며, 청도, 상주, 청송군수를 지낸 박문웅의 딸이며, 경상북도 대구 북구역 침산정 출신이다.

## 학력
- 대구현풍국민학교 입학, 6학년때 상주국민학교로 전학
- 상주국민학교 졸업
- 경북고등여자보통학교 졸업(현 경북여자고등학교)
- 경북대학교 의과대학 학사
- 경북대학교 의과대학원 의학석사·의학박사

## 주요 경력
- ~ 경북대학교 의과대학 교수
- ~ 계명대학교 의과대학 외래교수
- ~ 경북대학교 의과대학 명예교수
- ~ 대구광역시청 근처에서 개업의를 하였다.

## 가족 관계
- 할아버지 : 박중양(朴重陽, 1872년 5월 3일 ~ 1959년 4월 23일)
- 할머니 : 이주열(李主悅, 본관은 전주(全州), 1870년 3월 4일 - 1961년 5월 20일)
  - 숙부 : 박무웅(朴武雄, ? - ?)
  - 이복 고모 : 박정자(朴政子[1], 1936년 - ?)
- 아버지 : 박문웅((朴文雄, 1890년 12월 7일 - 1959년 8월 14일)
- 어머니 : 남원양씨 양순이(南原梁氏, 1907년 8월 11일 - ?), 양재형(梁在亨)의 딸
  - 언니 : 박혜순
  - 형부 : 노영달(盧榮達, 본관은 상주(尙州))
  - 동생 : 박승효(朴勝孝, 다른 이름은 세정(世禎), 1933년 8월 1일 - )
- 남편 : 이열희(李烈熙, 1924년 12월 18일 - 2012년 8월 9일), 치과의사
  - 아들 : 이재창
  - 며느리 : 구정연
  - 딸 :  이재영
  - 사위 : 이경락
  - 딸 :  이재정
  - 사위 : 채인돈
  - 딸 :  이은정
  - 사위 : 오재윤
- 시종조부 : 이시우(李時雨, ? ~ 1907년), 독립운동가 이상정, 시인 이상화, 체육인 이상백의 아버지

## 같이 보기
- 박중양
- 이열희
- 이상화
- 이상백
- 이상정
- 권기옥
- 침산장